# 세르게이 라흐마니노프
세르게이 바실리예비치 라흐마니노프(러시아어: Сергей Васильевич Рахманинов, 영어: Sergei Vasil'evich Rachmaninov, 1873년 4월 1일 ~ 1943년 3월 28일)는 러시아계 미국인 작곡가, 피아노 연주가이자 지휘자이다. 당대 최고의 피아니스트 중 한 명으로 평가되며, 작곡가로서도 러시아의 낭만주의 전통을 계승한 마지막 위대한 인물 중 하나로 여겨진다.
초기에는 차이콥스키, 림스키코르사코프 등 러시아 작곡가들의 영향을 받았으나, 점차 개인적인 음악적 스타일을 확립하였다. 노래하듯 유려한 선율, 깊은 감성적 표현력, 밀도 높은 대위법적 텍스처, 풍부한 관현악적 색채가 특징이다. 특히 피아노가 중요한 역할을 하는 작품이 많으며, 뛰어난 연주자로서 피아노의 표현력과 기술적 가능성을 극대화하는 방법을 잘 알고 있었다고 평가받는다.
라흐마니노프는 음악적 환경에서 성장했으며, 4세에 피아노를 배우기 시작했다. 모스크바 음악원에서 피아노와 작곡을 공부하였고, 1892년 졸업 당시 이미 여러 작품을 작곡한 상태였다. 그러나 1897년 교향곡 1번의 초연이 대실패로 끝나면서 심각한 우울증을 겪었고, 4년 동안 거의 작곡을 하지 못했다. 이후 심리 치료를 받으며 점차 회복하였고, 1901년 발표한 피아노 협주곡 2번이 대중과 평단의 큰 찬사를 받으며 명성을 되찾게 되었다.
1904년부터 1906년까지 볼쇼이 극장의 지휘자로 활동하였으며, 이후 독일 드레스덴으로 이주하였다. 1909년 그는 피아니스트로서 첫 번째 미국 순회 연주를 진행하였다.
1917년의 러시아 혁명 이후, 라흐마니노프는 가족과 함께 러시아를 영구적으로 떠나 이듬해 뉴욕에 정착하였다. 이후 그는 미국과 유럽을 오가며 피아니스트로서 연주 활동에 집중하였으며, 1932년부터는 여름마다 스위스의 별장에서 시간을 보냈다. 이 시기 그는 연주 활동에 집중하면서 작곡 활동은 급격히 줄어들었으며, 러시아를 떠난 후 완성한 작품은 단 6곡에 불과했다.
1942년 건강이 악화되면서 캘리포니아주 베벌리힐스로 이주하였으며, 이듬해 1943년 흑색종으로 사망하였다.

## 생애

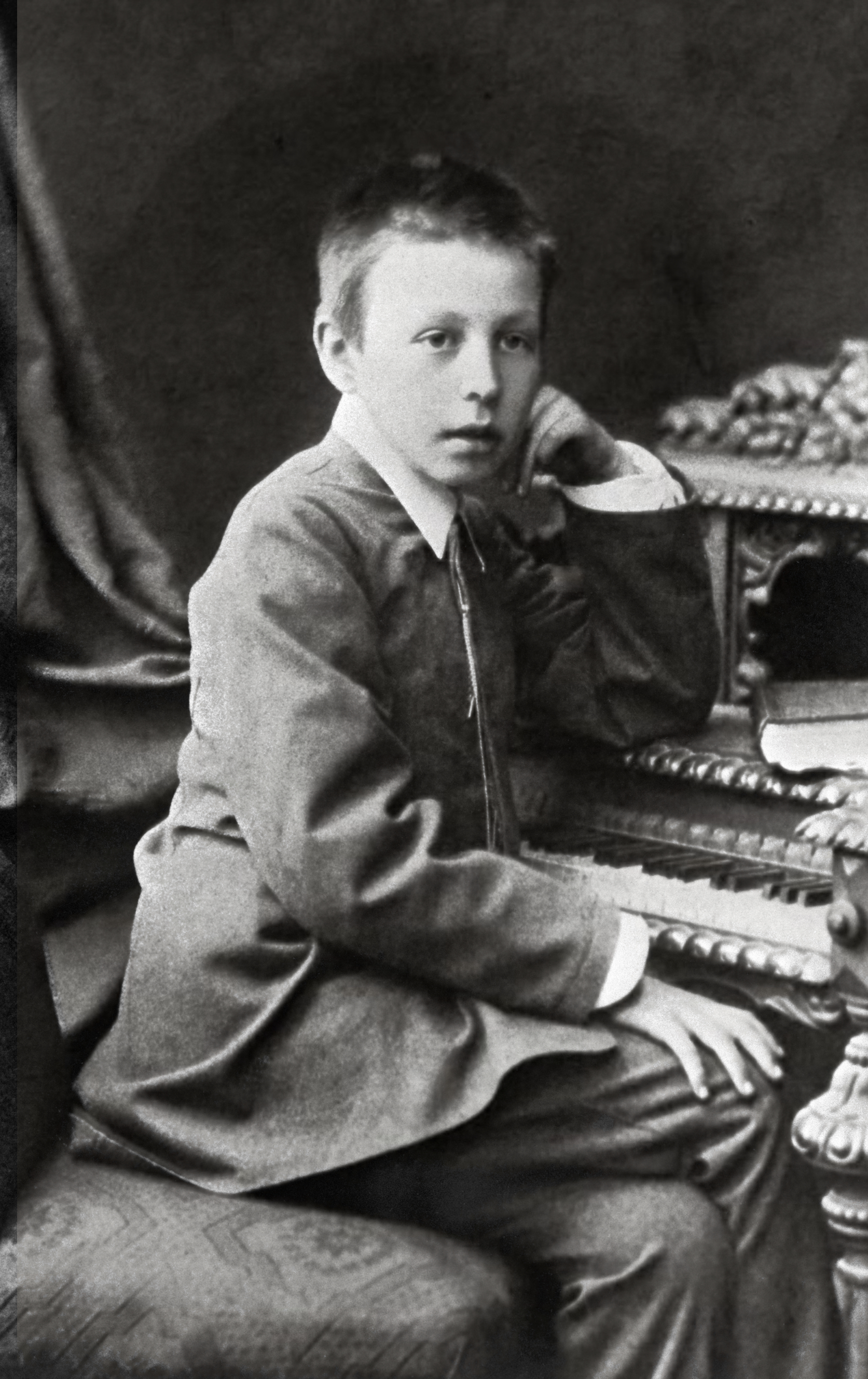
1885년의 라흐마니노프

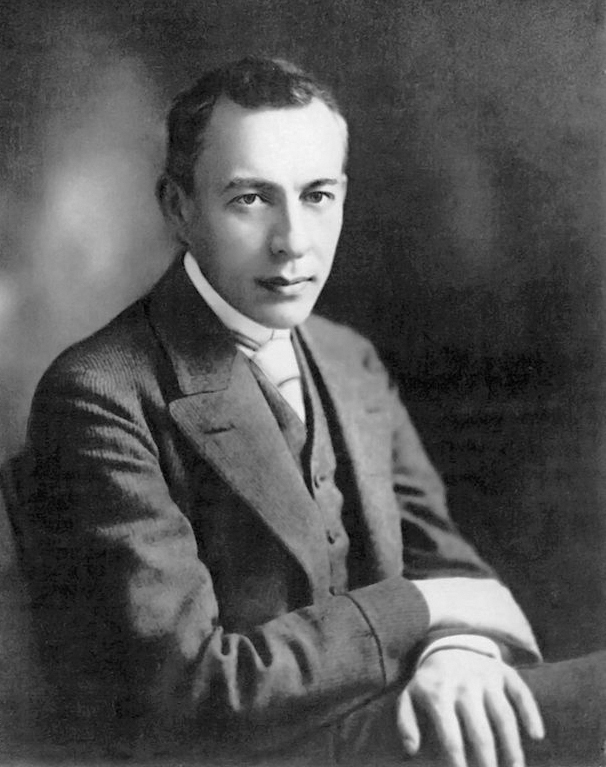
20대의 라흐마니노프

라흐마니노프는 1873년 4월 1일(율리우스력 3월 20일)에 러시아 제국의 귀족 가문에서 태어났다. 이 가문의 시조인 "라흐만" 바실리예비치는 전설에 따르면 슈테판 3세의 손자이다. 라흐마니노프의 아버지는 육군 장교이자 아마추어 피아니스트였다. 외할아버지는 제국군 장성으로, 라흐마니노프의 어머니는 결혼 지참금으로 부동산 다섯 개를 들고 왔을 정도로 부유한 가정에서 태어났다. 라흐마니노프는 3남 3녀중 셋째로 태어났다.
라흐마니노프는 네 살때 부터 어머니에게 피아노를 배우기 시작했다. 라흐마니노프의 어머니는 아들이 한 번 들은 멜로디를 틀리지 않고 치는 모습을 보고 시아버지에게 이야기했는데, 라흐마니노프의 친할아버지는 상트페테르부르크 음악원 졸업생을 고용해 집에서 하숙시키며 라흐마니노프에게 피아노를 가르치도록 하였다.
이렇게 고용된 라흐마니노프의 음악선생은 1883년 10살의 라흐마니노프에게 상트페테르부르크 음악원에 들어가 음악을 배우도록 하였다.이즈음 라흐마니노프의 누이 소피아가 디프테리아로 죽고, 아버지는 가족을 남겨두고 모스크바로 떠난다. 라흐마니노프의 외할머니는 열성적인 러시아 정교회 신자로, 종교적인 삶에 중심을 두고 라흐마니노프를 교육했다. 라흐마니노프의 어머니는 프란츠 리스트의 제자인 조카와 라흐마니노프의 진로에 대해 상담했는데, 그는 라흐마니노프를 모스크바 음악원에 보내 니콜라이 즈베레프를 사사할 것을 제안했다. 라흐마니노프는 1885년에 모스크바 음악원에 입학해 피아노와 작곡을 배웠다.
라흐마니노프는 1892년에 학교를 졸업하고 1895년에 1번 교향곡을 완성한다. 이후 2년간 작품을 공개하지 못하다가 1897년에 발표되었는데, 여러 가지 혹평을 받는다. 대표적으로 체자르 큐이는 이 작품이 마치 야훼가 이집트에 내린 재앙 7개와 같으며, 지옥에 음악원이 있다면 그 음악원의 수감자들의 숭배의 대상이 되었을 것이라는 악평을 남겼다. 초연을 지휘한 알렉산드르 글라주노프에 대한 혹평은 없었으나 글라주노프가 이 곡을 분석할 시간이 충분하지 않았으며, 심지어는 초연 당시에 취해있었다는 증언이 있다.
이 시기부터 그는 우울증에 시달려 약 3년 간 거의 작곡 활동을 하지 못하였다. 하지만 1900년부터 정신과 의사 니콜라이 달(Nikolai Dahl)의 도움을 받아 회복에 들어섰다. 라흐마니노프는 1900년 1월부터 4월까지 매일같이 상담을 받았는데, 수면패턴부터 식단까지 전부 니콜라이 달의 조언을 받았다. 같은 해 여름 라흐마니노프는 새로운 영감을 얻어 다시 적극적인 작곡 활동을 재개하였다. 이듬해 4월에 완성된 제2번 피아노 협주곡 역시 니콜라이 달에게 헌정된 것이다.
1905-1906년에는 모스크바 황실 극장 지휘자를 거쳐 미국 및 유럽 연주 여행을 하였다.
1917년 러시아에서는 2월 혁명이 일어났고 곧 라흐마니노프의 재산도 몰수당하였다. 그는 가난 속에서 북유럽에 머물러있다가 미국에서 지휘자의 자리를 제안받고 건너가 음악활동을 계속했다.
1942년부터 건강이 급격히 악화되기 시작했고 결국 1943년 사망했다. 그는 모스크바에 묻히고 싶어했지만 이는 이루어지지 못했다.
그의 피아노 연주가로서의 기량은 널리 알려져 있었으나 작곡가로서의 명성은 뒤늦게 얻게 된 것이다. 그는 종종 자신의 작품을 직접 연주했다. 전설적인 기교와 13도의 음정까지도 연주해 낼 수 있을 만큼 컸던 손 등에 힘입어, 그는 당대 가장 위대한 피아노 연주가 가운데 한 명이었다. 라흐마니노프 스스로 연주한 자신의 음악이나 일반적인 레파토리 곡들의 연주는 빅터 토킹 머신 컴퍼니의 레이블로 출시되었다.

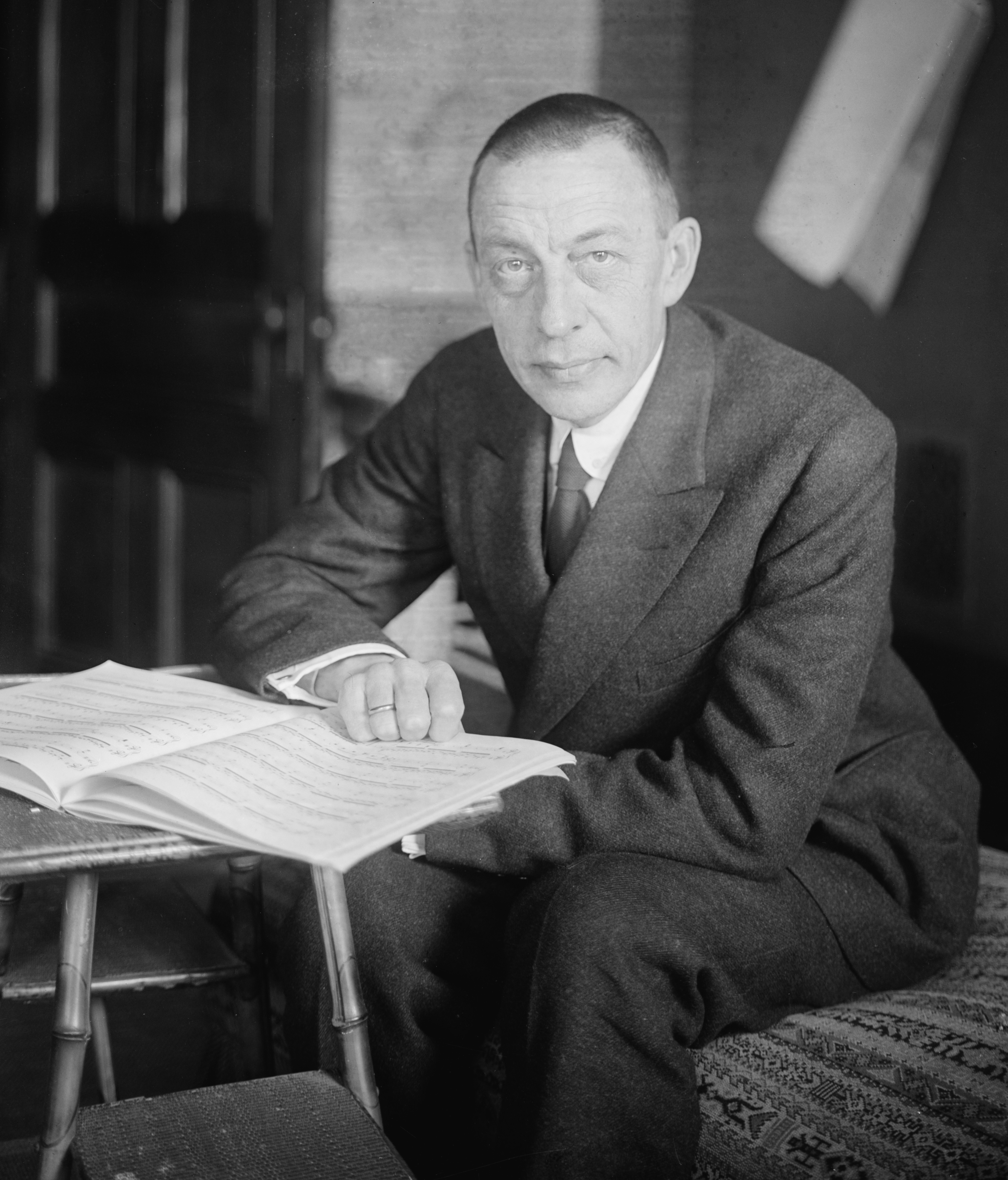
피아노 악보를 보는 라흐마니노프

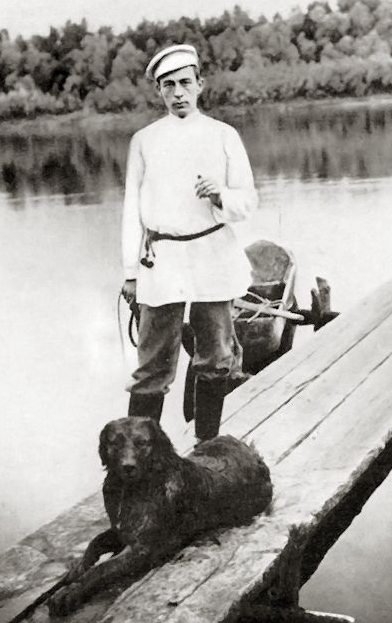
1899년의 라흐마니노프

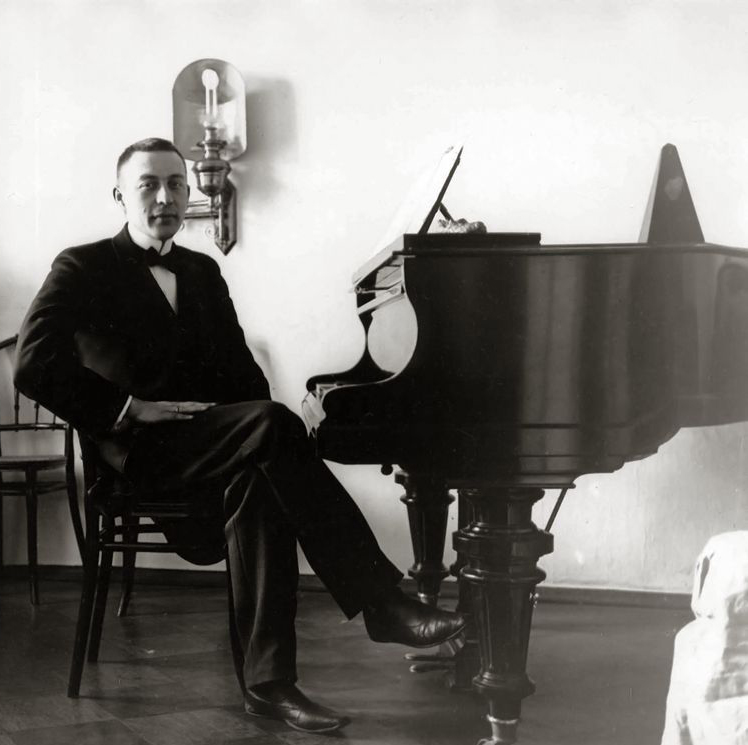
라흐마니노프, 1910년대

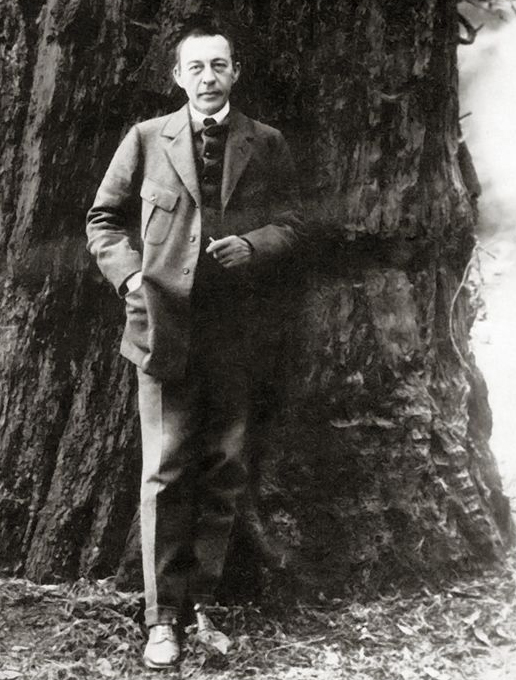
캘리포니아의 거대한 삼나무 앞에 있는 라흐마니노프, 1919년 사진

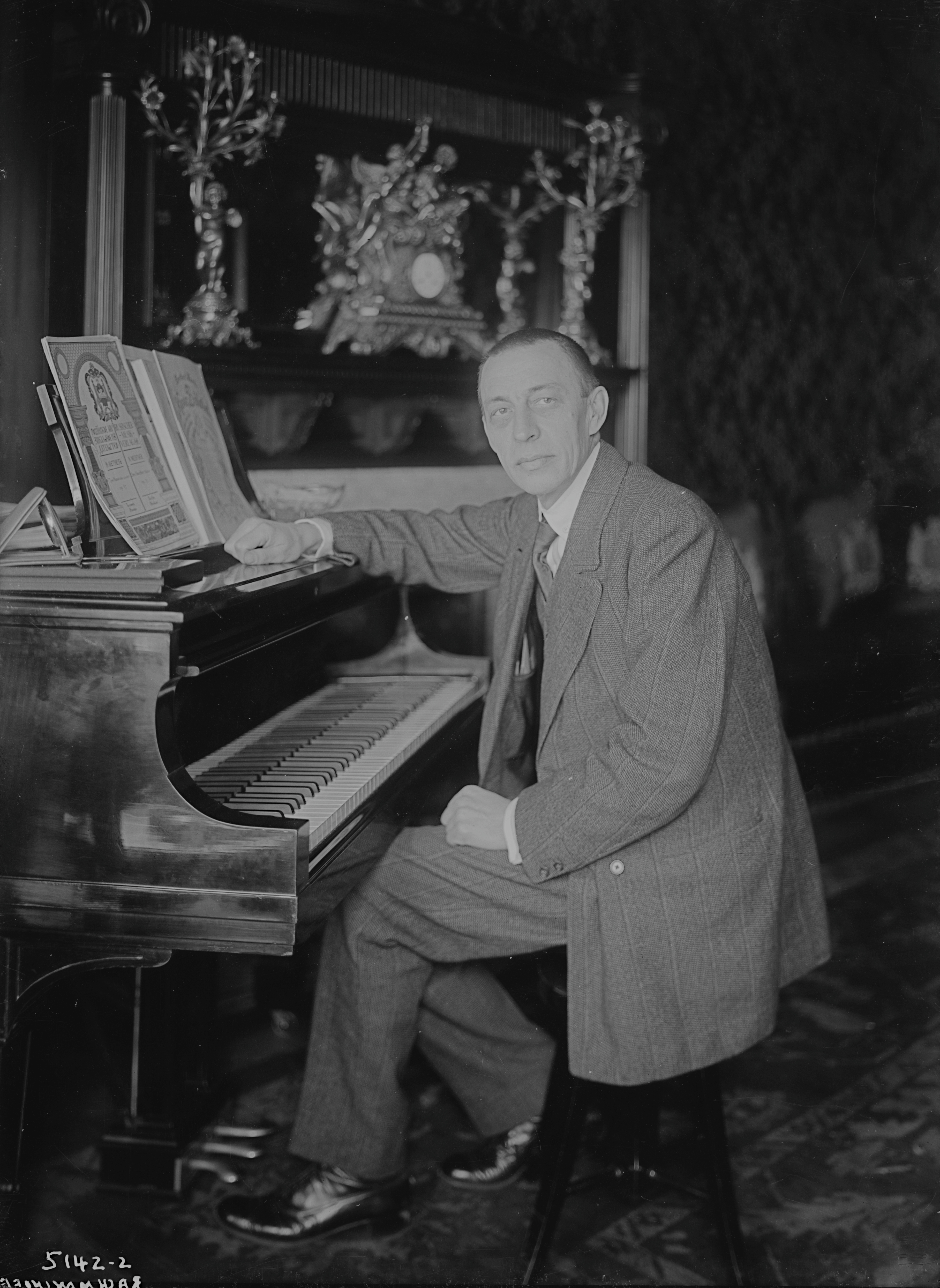
라흐마니노프

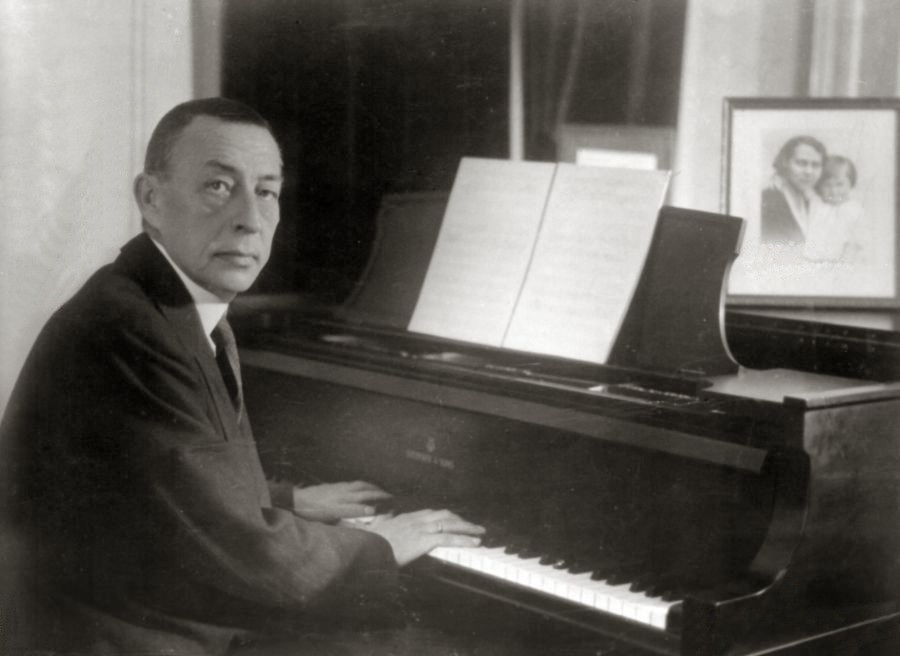
라흐마니노프와 피아노, 1936년 사진

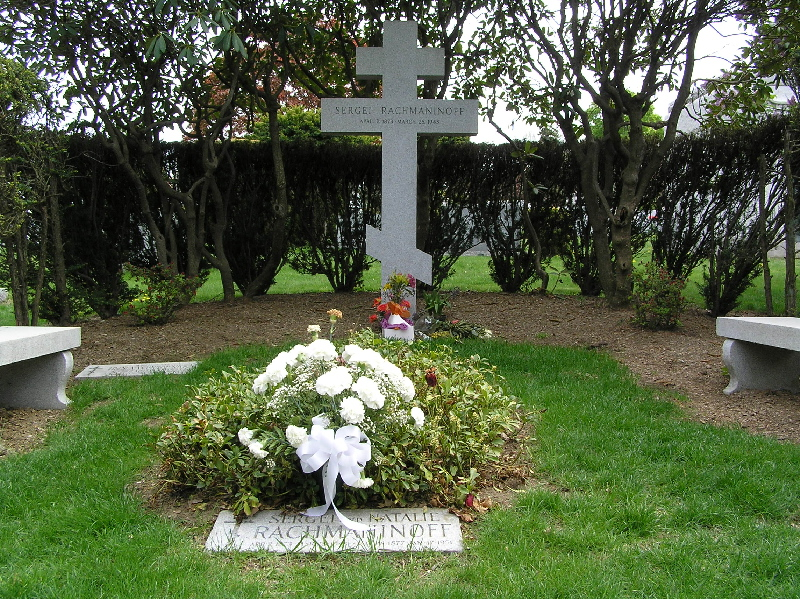
라흐마니노프의 묘, 켄시코 묘지 소재.

## 음악 성향
라흐마니노프는 후기 낭만파에 속하는 작품을 썼다. 그의 작품은 다양한 악곡 형식과 장르를 포괄하지만, 그 안에서도 슬라브적인 경향이 짙게 나타난다.
그의 작품에는 다섯 개의 피아노 협주곡, 세 개의 교향곡과 두 개의 피아노 소나타, 세 개의 오페라, 저녁기도곡, 《파가니니 주제에 의한 광시곡》, 전주곡 올림 다 단조를 포함한 스물 네 개의 전주곡, 열 일곱 개의 연습곡, 교향적 무곡과 많은 가곡 등이 있다. 그는 비록 명백히 쇼팽과 리스트의 영향을 받았지만, 그의 작품 대부분은 차이콥스키와 비슷한 후기 낭만파 양식이다.

## 주요 작품

### 오페라
- 알레코(1892)
- 인색한 기사 Op.24(1904)
- 프란체스카 다 라미니 Op.25(1905)
- 몬나 반나(1907)

### 교향곡
- 교향곡 라단조 '유스' (1891)
- 교향곡 1번 라단조 Op.13(1896)
- 교향곡 2번 마단조 Op.27(1908)
- 교향곡 내림가장조 '종' Op.35 (1913)
- 교향곡 3번 가단조 Op.44(1936)

### 관현악곡
- 스케르초 라단조(1887)
- 교향시 '로스티슬라브 왕자' (1891)
- 바위 환상곡 Op.7(1893)
- 보헤미안 기상곡 Op.12(1894)
- 교향시 '죽음의 섬' Op.29(1908)
- 교향적 무곡 Op.45(1940)

### 피아노 협주곡
- 피아노 협주곡 1번 올림 바단조 Op.1(1891년에 작곡하고 1917년에 개작)
- 피아노 협주곡 2번 다단조 Op.18(1901)
- 피아노 협주곡 3번 라단조 Op.30(1909)
- 피아노 협주곡 4번 사단조 Op.40(1926, 1941년 개작)
- 파가니니 주제에 의한 광시곡 가단조(1934)

### 실내악
- 현악 사중주 1번(1889~90년에 작곡, 1945년에 초연, 1947년에 출판)
- 슬픔의 3중주 1번 사단조(1892)
- 슬픔의 3중주 2번 라단조 Op.9 (1893)
- 현악 사중주 2번(1896년에 작곡, 1번과 같은 해에 출판)
- 첼로 소나타 사단조 Op.19(1901)

### 피아노
- 환상적 소품 Op.3(1892)
- 살롱 소품 Op.10(1894)
- 악흥의 순간 Op.16(1896)
- 쇼팽의 주제에 따른 변주곡 Op.22(1903)
- 10개의 전주곡 Op.23(1903)
- 피아노 소나타 1번 라단조 Op.28(1908)
- 13개의 전주곡 Op.32(1910)
- 그림 연습곡 Op.33·39(1911,16)
- 피아노 소나타 2번 내림 나단조 Op.36(1913, 1935년에 개작)
- 코렐리의 주제에 따른 변주곡 Op.42(1931)

### 합창
- 칸타타 봄 Op.20(1902)
- 철야기도 Op.37(1915)
- 3개의 러시아 노래 Op.41(1927)

### 가곡
- 6개의 노래 Op.4(1890~3)
- 6개의 노래 Op.8(1893)
- 12개의 노래 Op.14(1896)
- 12개의 노래 Op.21(1902)
- 15개의 노래 Op.26(1906)
- 14개의 노래 Op.34(1912)
- 6개의 노래 Op.38(1916)

## 참고 문헌
- 리베카 미첼, 《라흐마니노프》(이석호 역, 포노, 2023). ISBN 979-11-89716-37-0